# Begonia gemella
Espèce
Begonia gemella est une espèce de plantes de la famille des Begoniaceae. Ce bégonia est originaire de Nouvelle Guinée. L'espèce fait partie de la section Petermannia. Elle a été décrite en 1983 par Lyman Bradford Smith (1904-1997) et Dieter Carl Wasshausen (1938-…), à la suite des travaux de Otto Warburg (1859-1938). L'épithète spécifique gemella signifie « jumelle, double, qui forme une paire ». 

## Répartition géographique
Cette espèce est originaire du pays suivant : Nouvelle Guinée.